# 16e parallèle nord
Pour les articles homonymes, voir 16e parallèle.
En géographie, le 16e parallèle nord est le parallèle joignant les points de la surface de la Terre dont la latitude est égale à 16° nord.

## Géographie

### Dimensions
Dans le système géodésique WGS 84, au niveau de 16° de latitude nord, un degré de longitude équivaut à 107,034 km ; la longueur totale du parallèle est donc de 38 532 km, soit environ 96 % de celle de l'équateur. Il en est distant de 1 770 km et du pôle Nord de 8 232 km,.
Comme tous les autres parallèles à part l'équateur, le 16e parallèle nord n'est pas un grand cercle et n'est donc pas la plus courte distance entre deux points, même situés à la même latitude. Par exemple, en suivant le parallèle, la distance parcourue entre deux points de longitude opposée est 19 266 km ; en suivant un grand cercle (qui passe alors par l'un des pôles), elle n'est que de 16 465 km.

### Régions traversées
Le 16e parallèle nord passe au-dessus des océans sur environ 74 % de sa longueur.
Le tableau ci-dessous résume les différentes zones traversées par le parallèle, d'ouest en est :
| Zone                     | Notes                                | Début                 | Fin                   | Longueur (km) |
| ------------------------ | ------------------------------------ | --------------------- | --------------------- | ------------- |
| Mali                     |                                      | 16° 00′ N, 5° 24′ O   | 16° 00′ N, 4° 00′ E   | +01 009,      |
| Niger                    |                                      | 16° 00′ N, 4° 00′ E   | 16° 00′ N, 14° 39′ E  | +01 143,      |
| Tchad                    |                                      | 16° 00′ N, 14° 39′ E  | 16° 00′ N, 24° 00′ E  | +01 004,      |
| Soudan                   |                                      | 16° 00′ N, 24° 00′ E  | 16° 00′ N, 36° 50′ E  | +01 378,      |
| Érythrée                 |                                      | 16° 00′ N, 36° 50′ E  | 16° 00′ N, 39° 16′ E  | +00261,       |
| Mer Rouge                |                                      | 16° 00′ N, 39° 16′ E  | 16° 00′ N, 40° 03′ E  | +00084,       |
| Érythrée                 | Nahaleg                              | 16° 00′ N, 40° 03′ E  | 16° 00′ N, 40° 05′ E  | +0 0004,      |
| Mer Rouge                |                                      | 16° 00′ N, 40° 05′ E  | 16° 00′ N, 42° 49′ E  | +00293,       |
| Yémen                    |                                      | 16° 00′ N, 42° 49′ E  | 16° 00′ N, 52° 10′ E  | +01 004,      |
| Océan Indien             | Mer d'Arabie                         | 16° 00′ N, 52° 10′ E  | 16° 00′ N, 73° 29′ E  | +02 288,      |
| Inde                     | Maharashtra Karnataka Andhra Pradesh | 16° 00′ N, 73° 29′ E  | 16° 00′ N, 81° 09′ E  | +00823,       |
| Océan Indien             | Golfe du Bengale                     | 16° 00′ N, 81° 09′ E  | 16° 00′ N, 94° 13′ E  | +01 403,      |
| Birmanie                 | Delta de l'Irrawaddy                 | 16° 00′ N, 94° 13′ E  | 16° 00′ N, 95° 41′ E  | +00157,       |
| Océan Indien             | Golfe de Martaban Mer d'Andaman      | 16° 00′ N, 95° 41′ E  | 16° 00′ N, 97° 35′ E  | +00204,       |
| Birmanie                 |                                      | 16° 00′ N, 97° 35′ E  | 16° 00′ N, 98° 36′ E  | +00109,       |
| Thaïlande                |                                      | 16° 00′ N, 98° 36′ E  | 16° 00′ N, 105° 25′ E | +00732,       |
| Laos                     |                                      | 16° 00′ N, 105° 25′ E | 16° 00′ N, 107° 27′ E | +00218,       |
| Viêt Nam                 |                                      | 16° 00′ N, 107° 27′ E | 16° 00′ N, 108° 16′ E | +00088,       |
| Mer de Chine méridionale | Traverse les îles Paracels           | 16° 00′ N, 108° 16′ E | 16° 00′ N, 119° 45′ E | +01 233,      |
| Philippines              | Luçon                                | 16° 00′ N, 119° 45′ E | 16° 00′ N, 121° 39′ E | +00204,       |
| Océan Pacifique          |                                      | 16° 00′ N, 121° 39′ E | 16° 00′ N, 97° 50′ O  | +15 083,      |
| Mexique                  |                                      | 16° 00′ N, 97° 50′ O  | 16° 00′ N, 95° 24′ O  | +00261,       |
| Océan Pacifique          | Golfe de Tehuantepec                 | 16° 00′ N, 95° 24′ O  | 16° 00′ N, 93° 59′ O  | +00152,       |
| Mexique                  |                                      | 16° 00′ N, 93° 59′ O  | 16° 00′ N, 91° 46′ O  | +00238,       |
| Guatemala                |                                      | 16° 00′ N, 91° 46′ O  | 16° 00′ N, 89° 13′ O  | +00274,       |
| Belize                   |                                      | 16° 00′ N, 89° 13′ O  | 16° 00′ N, 88° 54′ O  | +00034,       |
| Mer des Caraïbes         |                                      | 16° 00′ N, 88° 54′ O  | 16° 00′ N, 85° 58′ O  | +00315,       |
| Honduras                 |                                      | 16° 00′ N, 85° 58′ O  | 16° 00′ N, 85° 53′ O  | +0 0009,      |
| Mer des Caraïbes         |                                      | 16° 00′ N, 85° 53′ O  | 16° 00′ N, 61° 44′ O  | +02 592,      |
| France                   | Basse-Terre, Guadeloupe              | 16° 00′ N, 61° 44′ O  | 16° 00′ N, 61° 35′ O  | +00016,       |
| Océan Atlantique         |                                      | 16° 00′ N, 61° 35′ O  | 16° 00′ N, 61° 17′ O  | +00032,       |
| France                   | Marie-Galante, Guadeloupe            | 16° 00′ N, 61° 17′ O  | 16° 00′ N, 61° 15′ O  | +0 0004,      |
| Océan Atlantique         |                                      | 16° 00′ N, 61° 15′ O  | 16° 00′ N, 22° 55′ O  | +04 115,      |
| Cap-Vert                 | Boa Vista                            | 16° 00′ N, 22° 55′ O  | 16° 00′ N, 22° 46′ O  | +00016,       |
| Océan Atlantique         |                                      | 16° 00′ N, 22° 46′ O  | 16° 00′ N, 16° 30′ O  | +00673,       |
| Sénégal                  |                                      | 16° 00′ N, 16° 30′ O  | 16° 00′ N, 13° 22′ O  | +00336,       |
| Mauritanie               |                                      | 16° 00′ N, 13° 22′ O  | 16° 00′ N, 5° 24′ O   | +00855,       |